# Dress You Up
Dress You Up – utwór muzyczny amerykańskiej piosenkarki Madonny pochodzący z jej drugiego albumu studyjnego Like a Virgin (1984) i zarazem piąty ostatni promujący go singel.
Utwór był ostatnim nagranym na album. Madonna naciskała na dodanie utworu do Like a Virgin, ponieważ szczególnie spodobał jej się tekst. Muzycznie jest utworem opartym na perkusji oraz chórkach i gitarowym solo granym przez Nile’a Rodgersa, który również wyprodukował piosenkę.
Krytycy zareagowali pozytywnie na taneczno-popową naturę utworu. „Dress You Up” stał się szóstym z kolei singlem Madonny w Stanach Zjednoczonych, docierając do pierwszej piątki. Osiągnął również najwyższe miejsca w Australii, Belgii, Kanadzie, Irlandii, Nowej Zelandii i Wielkiej Brytanii. Utwór został zamieszczony na liście „Filthy Fifteen” magazynu Parents Music Resource Center ze względu na seksualny charakter tekstu. Piosenka była wielokrotnie coverowana przez różnych artystów.
Madonna wykonywała piosenkę na czterech swoich światowych trasach The Virgin (1985), Who’s That Girl (1987), Sticky & Sweet (2008) oraz Rebel Heart (2015–2016). Podczas trasy The Virgin piosenka była wykonywana jako pierwsza w kolejności.
Do piosenki nie został nakręcony oficjalny wideoklip, jednak na potrzeby promocji utworu w telewizji, wykorzystano materiał z trasy The Virgin.

## Notowania
| Terytorium        | Notowanie              | Pozycja |
| ----------------- | ---------------------- | ------- |
| Stany Zjednoczone | Billboard Hot 100      | 5       |
| Stany Zjednoczone | Adult Contemporary     | 32      |
| Stany Zjednoczone | Dance Club Songs       | 3       |
| Stany Zjednoczone | Hot R&B/Hip-Hop Songs  | 64      |
| Wielka Brytania   | UK Singles Chart       | 5       |
| Australia         | Kent Music Report      | 5       |
| Kanada            | RPM                    | 10      |
| Belgia            | VRT Top 30             | 5       |
| Dania             | Dutch Top 40           | 5       |
| Francja           | SNEP                   | 18      |
| Niemcy            | Official German Charts | 20      |
| Irlandia          | IRMA                   | 3       |
| Włochy            | FIMI                   | 16      |
| Hiszpania         | PROMUSICAE             | 11      |
| Nowa Zelandia     | Recorded Music NZ      | 7       |
| Szwajcaria        | Schweizer Hit Parade   | 20      |